# Oscar Hugh Lipscomb

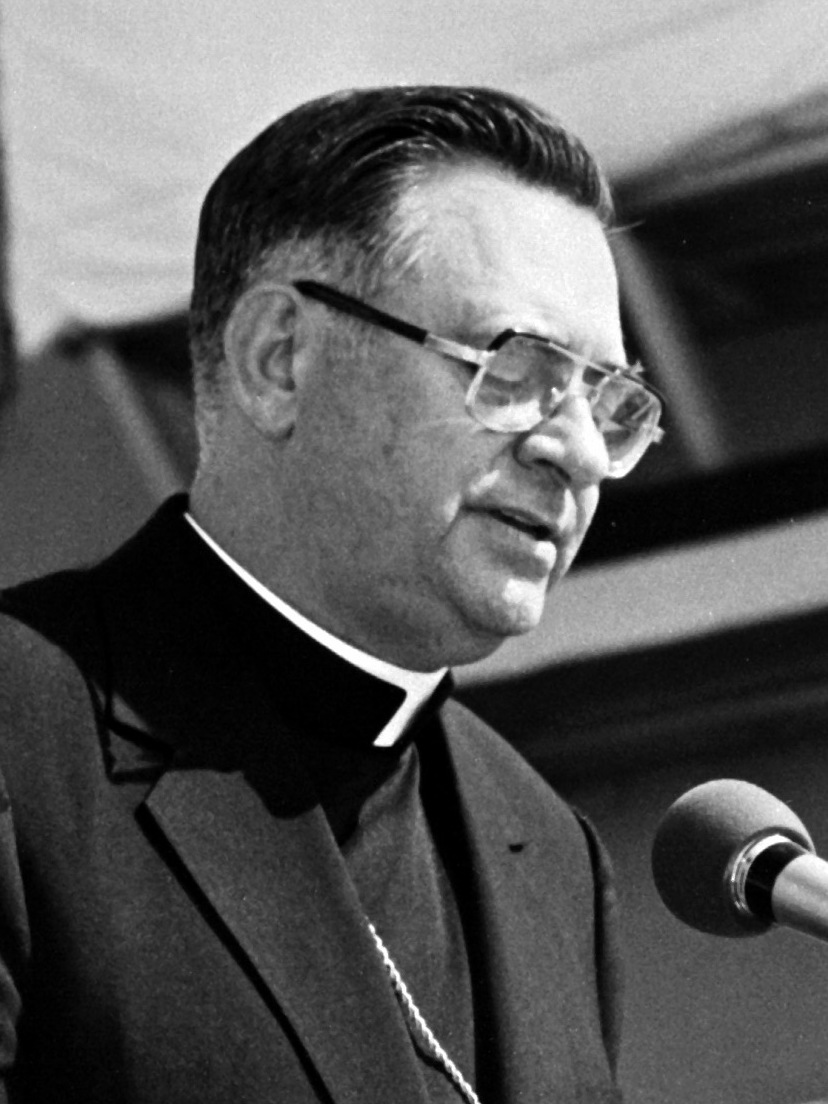
Oscar Hugh Lipscomb (1985)

Oscar Hugh Lipscomb (* 21. September 1931 in Mobile, Alabama; † 15. Juli 2020 ebenda) war ein US-amerikanischer Geistlicher und römisch-katholischer Erzbischof von Mobile.

## Leben
Oscar Hugh Lipscomb besuchte die McGill–Toolen Catholic High School (später McGill Institute). Ab 1949 studierte er am Southern Benedictine College, ein benediktinisches College in Cullman (Alabama), und ab 1951 am Päpstlichen Nordamerika-Kolleg in Rom. Am 15. Juli 1956 empfing er in Santi XII Apostoli die Priesterweihe für das Bistum Mobile-Birmingham. Anschließend absolvierte er noch ein Master- und ein Doktoratsstudium in Geschichte an der Katholischen Universität von Amerika. Er war in der Lehre engagiert am McGill Institute und der jesuitische Spring Hill College. 1966 wurde er Kanzler des Ordinariats des Bistums Mobile.
Papst Johannes Paul II. ernannte ihn am 29. Juli 1980 zum Erzbischof von Mobile. Der Erzbischof von Saint Louis, John Lawrence May, spendete ihn am 16. November desselben Jahres die Bischofsweihe; Mitkonsekratoren waren William Benedict Friend, Weihbischof in Alexandria-Shreveport, und Raymond William Lessard, Bischof von Savannah. Am 2. April 2008 nahm Papst Benedikt XVI. seinen altersbedingten Rücktritt an.
Oscar Hugh Lipscomb engagierte sich für zahlreiche soziale Projekte und die Christen im Heiligen Land. Er war Großoffizier des Päpstlichen Ritterordens vom Heiligen Grab zu Jerusalem.
Lipscomb war ein langjähriges Mitglied der Joint International Commission for Theological Dialogue Between the Catholic Church and the Orthodox Church. Von 2002 bis 2011 war er Vizepräsident des Komitees Vox Clara der römischen Kurie.
Er starb am 15. Juli 2020 im Alter von 88 Jahren.